# Golfe de Cenderawasih

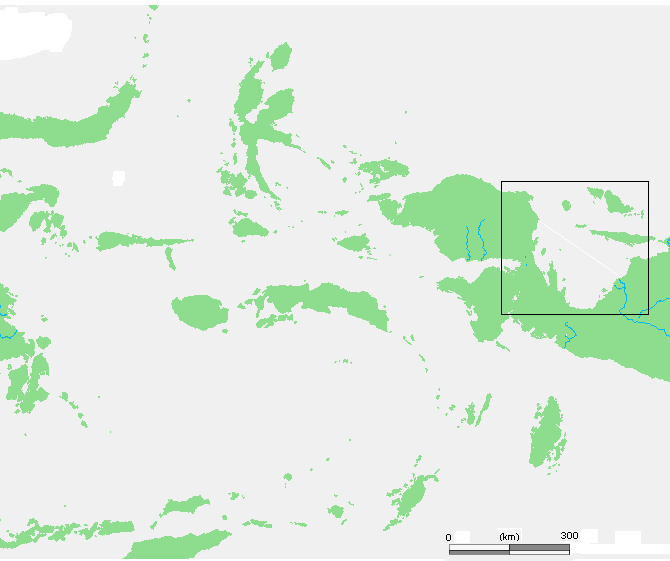
Golfe de Cenderawasih

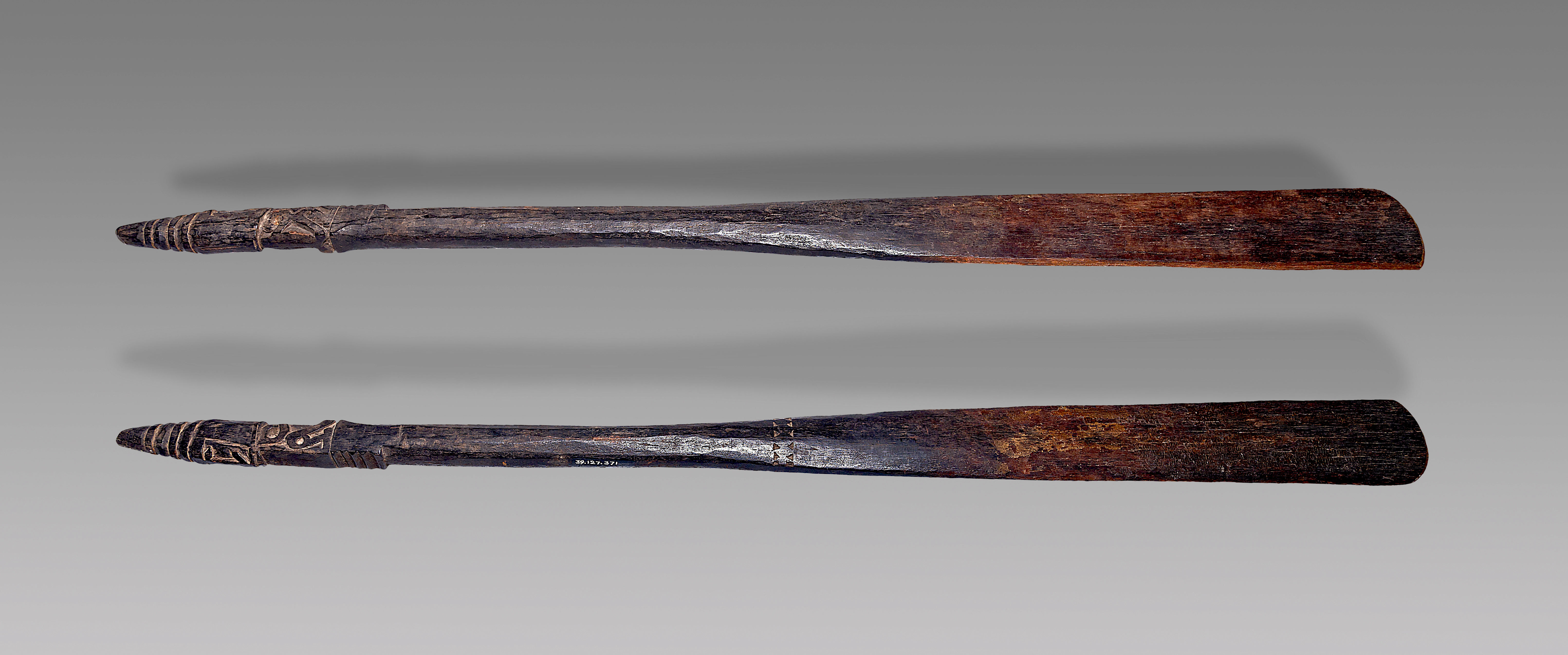
Spatule MHNT

Le golfe de Cenderawasih, anciennement baie de Geelvink, est situé dans l'océan Pacifique entre les provinces indonésiennes de Papouasie et de Papouasie occidentale en Nouvelle-Guinée occidentale.

## Liste des îles du golfe

### Province de Papouasie occidentale
- Auri Islands
- Meos Waar
- Rumberpon
- Roon Island
- Meos Angra

### Province de Papouasie
- Biak Islands :
  - Biak
  - Padaido Islands
  - Numfor
  - Supiori
- Yapen Islands
  - Yapen
  - Mios Num
  - Kaipuri
  - Ambai Islands
  - Kuran Islands
- Moor Islands

## Linguistique
Les langues du golfe de Cenderawasih (Cenderawasih Bay languages en anglais) forment un sous-groupe du groupe West New Guinea (« Nouvelle Guinée occidentale ») de la branche malayo-polynésienne des langues austronésiennes.